# Albrecht Gerber

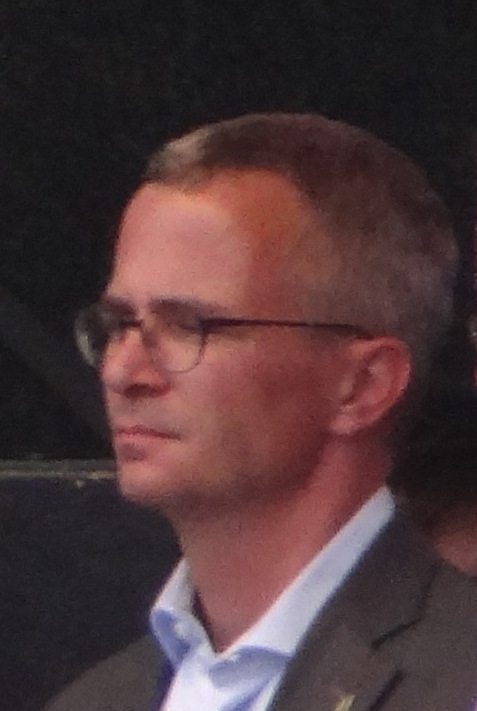
Albrecht Gerber (2015)

Albrecht Gerber (* 2. April 1967 in Preetz, Schleswig-Holstein) ist ein deutscher Politiker (SPD). Er war von 2009 bis 2014 Chef der brandenburgischen Staatskanzlei und von 2014 bis 2018 Minister für Wirtschaft und Energie des Landes Brandenburg.

## Leben
Nach dem Abitur 1987 in Iserlohn studierte Gerber Politische Wissenschaft an der Universität Bonn und der Freien Universität Berlin. Gerber war von 1990 bis 1991 Pressesprecher der SPD-Landtagsfraktion Brandenburg und des SPD-Landesverbandes. Von 1991 bis 1993 war er Mitarbeiter der Landtagsabgeordneten Britta Stark und von 1993 bis 1994 Referent in der Staatskanzlei. Anschließend, von 1994 bis 1997, arbeitete Gerber als persönlicher Referent des damaligen Umweltstaatssekretärs Rainer Speer. 1997 bis 1998 war Gerber Mitarbeiter in der SPD-Wahlkampfzentrale Kampa, und wechselte 1998–1999 zurück als Referent in die Staatskanzlei. Von 1999 bis 2006 wirkte er als Büroleiter der Ministerpräsidenten Manfred Stolpe und Matthias Platzeck. 2006 bis 2009 war Gerber Leiter der Abteilung Regierungsplanung und Koordinierung in der Staatskanzlei. 2009 bis 2014 war er Staatssekretär und Chef der Staatskanzlei Brandenburgs.
Ab dem 5. November 2014 war Gerber Minister für Wirtschaft und Energie im Kabinett Woidke II der Brandenburgischen Landesregierung. Aus familiären Gründen trat er zum 19. September 2018 zurück. Seine Nachfolge trat Jörg Steinbach an.
Ab Januar 2019 war Gerber als Minijobber in der extensiven Freilandhaltung von Rindern in Brandenburg tätig.
Gerber ist Vize-Vorsitzender der Arbeitsgemeinschaft für Arbeit (AfA) in der SPD Brandenburg.
Im Mai 2020 wurde Gerber Mitglied im Kuratorium des Klosters Stift zum Heiligengrabe im brandenburgischen Landkreis Ostprignitz-Ruppin.
Seit Oktober 2020 hat Gerber zudem das nach dem Montan-Mitbestimmungsgesetz vorgesehene neutrale Mandat im Aufsichtsrat des Stahlkonzerns ArcelorMittal Eisenhüttenstadt GmbH inne.